# Сергазин, Даурен Серикбекович
Даурен Серикбекович Сергазин (6 октября 1984; г. Темиртау, Карагандинская область, Казахская ССР) — казахстанский актёр кино и театра, театральный режиссёр

, телеведущий. Заслуженный деятель Республики Казахстан (2018). Лауреат национальной театральной премии «Сахнагер» (2018). Звезда фильма «Брат или Брак» (2018)

## Биография
Даурен Серикбекович Сергазин (каз. Дәурен Серікбекұлы Серғазин) Родился 6 октября 1984 года в городе Темиртау Карагандинской области. Детство прошло в Алматинской области поселке Капал-Арасан.
С 1990 по 2001 годы Окончил Капальскую среднюю школу.
С 2002 по 2006 годы Окончил театральный факультет Казахской Национальной академии искусств им. Т. Жургенова по специальности «актёр драмы и кино». мастер, Заслуженный деятель Республики Казахстан, профессор искусствоведческих наук Нурканат Жакыпбай.
В 2006 году снялся в телепередаче «Кымызхана» на телеканале «Qazaqstan».
В 2007 году он был актёром театра «Жастар» города Астаны и одним из основателей театра, состоящим из его наставника, заслуженного деятеля Казахстана Нурканата Жакыпбая.
С 2007 года по настоящее время — ведущий артист театра «Жастар» г. Астаны.

## Театральные работы
Роли в театре
«Жастар театры»
- Козы «Легенда о любви» /мюзикл/ авт. Г. М. Мусрепов, реж. Нурканат Жакыпбай
- Хлестаков «Ревизор» /трапифарс/ авт. Н. В. Гоголь, реж. Нурканат Жакыпбай
- Шыдургы «Чингизхан» /притча/ авт. Ч. Т. Айтматов, реж. Нурканат Жакыпбай
- Жоламан «Круговращение» /притча/ авт. Ч. Т. Айтматов, реж. Нурканат Жакыпбай
- Амир «Четыре жениха Диляфруз» /комедия/ авт. Т. Миннуллин, реж. Нурканат Жакыпбай
- Душа «Напевы любви из небытия» /элегия/ авт. Д.Саламат, реж. Нурканат Жакыпбай
- Кожа «…Увидеть бы тебя, отрок влюбленный…» /сценическая повесть/ авт. Б.Сокпакбаев, реж. Нурканат Жакыпбай и автор инсценировки Даурен Сергазин.
- Люченцио «Укрощение строптивой» /комедия/ авт. У. Шекспир, режиссеры: Нурканат Жакыпбай, Бекболат Курмангожаев, Даурен Сергазин.
- Мальчик «Долгая, долгая дорога в Мекку» /притча/ авт. Султан Раев, реж. Нурканат Жакыпбай
- Артур «Между небом и землей» /мелодрама/ авт. Марк Леви, реж. Даурен Сергазин
- Бакыт «Тырау-тырау, тырналар…» /драма/ авт. Сакен Жунусов, реж. Нурканат Жакыпбай
- Бектур «Птица счастья» /драма/ авт. Дулат Исабеков, реж. Нурканат Жакыпбай
- Ержан «Первая любовь» /комедия/ авт. К.Жунусов, реж. Даурен Сергазин
- Рахимжан «Найденная мною…» /мелодрама/ авт. Т. Миннуллин, реж. Даурен Сергазин
- Король «Золушка»/сказка/ авт. Ю.Алесин, реж. Бейбут Кусанбаев
- Лиса «Золотой цыпленок» /сказка/ авт. В.Орлов, реж. Оразали Акжаркын Сәрсенбек
- Лиса «Братец Лис и братик Кролик» /сказка/ авт. С.Астраханцев, реж. Бейбут Кусанбаев
- Арман «Черепаха Маня» / психологическая драма/ авт. Н.Коляда, реж. Даурен Сергазин
- Кейуана (Бухар) «Уповая на лучшее» /народная героическая драматическая поэма/ авт. Абиш Кекилбаев, реж. Нурканат Жакыпбай
- Женисхан «Бессоница…» /музыкальный моноспектакль/ авт. Оралхан Бокей, реж. Даурен Сергазин

### Режиссёрские работы в театре
- 2013 — «Между небом и землёй» /мелодрама/ авт. Марк Леви
- 2014 — «Первая любовь» /комедия/ авт. Канат Жунусов
- 2015 — «Легенда о белой птице» /сказка/ авт. Нурлан Оразалин
- 2015 — «Найденная мною…» /мелодрама/ авт. Т. Миннуллин
- 2016 — «Черепаха Маня» / психологическая драма/ авт. Николай Коляда
- 2017 — «Бессоница…» /музыкальный моноспектакль/ авт. Оралхан Бокей

## Фильмография
|    | Год  | Название                             | Роль                           | Режиссёр                              |
| -- | ---- | ------------------------------------ | ------------------------------ | ------------------------------------- |
| 1  | 2010 | Жас Улан (сериал)                    | Лейтенант Талгатов             | Серикбол Утепбергенов                 |
| 2  | 2010 | Возвращение в «А»                    | Алтай                          | Кончаловский, Егор Андреевич          |
| 3  | 2011 | Алдар Косе (сериал)                  | Алдар Косе (главная роль)      | Дин Махаматдинов                      |
| 4  | 2012 | Сердце мое — Астана                  | актёр                          | Егор Кончаловский, Эля Гильман и др.  |
| 5  | 2012 | Войско Мын Бала                      | Сабит                          | Ахан Сатаев                           |
| 6  | 2013 | Путь лидера                          | Бекош                          | Рустем Абдрашев                       |
| 7  | 2014 | Кара Шанырак (сериал)                | Мади (главная роль)            | К.Мустафин, Е. Лисасина, А. Сахаманов |
| 8  | 2015 | Приказ вернуться живым (мини-сериал) | Болат (главная роль)           | Алексей Горлов                        |
| 8  | 2015 | Ән Аға (сериал)                      | Шәмші Қалдаяқов (главная роль) | Аскар Узабаев                         |
| 9  | 2017 | Брат или брак                        | Айдар (главная роль)           | Ернар Нургалиев                       |
| 10 | 2018 | Брат или брак 2                      | Айдар (главная роль)           | Алишер Утев                           |
| 11 | 2019 | Казбат (сериал)                      | Марат (главная роль)           | Узабаев Аскар                         |
| 12 | 2021 | Портье: Мальчик на побегушках        | Дамир (главная роль)           | Бактыбаев Тимур                       |

## Достижения
Достижения театральной отрасли на международных и республиканских фестивалях:
- Неоднократный призер многих международных и республиканских театральных фистивальтов в номинации «Лучшая мужская роль».
- 2014 — Обладатель II места на международном фестивале «Шабыт».
- 2014 — Обладатель «Самая лучшая мужская роль» (Н.Гоголь «Ревизор» — роль Хлестакова) на V международном театральном фестивале стран средней Азии.
- 2018 — «Благодарственное письмо» от имени акима г. Астаны Асета Исекешева.
- 2018 — Обладатель «Лучшая мужская роль» (Н.Гоголь «Ревизор» — роль Хлестакова) на VI Международном театральном фестивале «SAMGAU».

## Награды и звания
- 2015 — Лауреат Премии Фонда Первого Президента Республики Казахстан (Премия за вклад в развитие отечественного кинематографа)[1]
- 2017 — Почётная грамота Министерство Культуры, информации и туризма Кыргызской Республики.
- 2018 — Лауреат национальной театральной премии «Сахнагер-2018» в номинации «Лучший актёр года»[2][3][4]
- 2018 — Указом Президента Республики Казахстан от 5 декабря 2018 года награждён почетным званием «Заслуженный деятель Республики Казахстан»[5][6][7]
- 2019 — нагрудный знак «Отличник Национальной гвардии Республики Казахстан» и медаль «Патриот Казахстана» за роль в боевом драматическом фильме «Казбат».[8][9]